# Jdanivka, Drohobîci
Jdanivka (în ucraineană Жданівка) este un sat în comuna Smilna din raionul Drohobîci, regiunea Liov, Ucraina.

## Demografie
Componența lingvistică a localității Jdanivka
     Ucraineană (100%)
Conform recensământului din 2001, toată populația localității Jdanivka era vorbitoare de ucraineană (100%).